# Købekraftsparitet
Teorien om købekraftsparitet (KKP) (engelsk: purchasing power parity (PPP)) bruger at ligevægtskursen mellem to valutaer vil udligne valutaernes købekraft på lang sigt. Teorien blev udviklet af Gustav Cassel i 1920 og er baseret på loven om en pris, der siger, at på et efficient marked vil to ens varer nødvendigvis have den samme pris. Hvis det ikke er tilfældet, er der mulighed for arbitrage og overnormal profit. Det vil ifølge købekraftsparitetsteorien altså sige, at man med en mængde af en given valuta skal være i stand til at købe den samme mængde af varer i alle lande..
Ved at bruge KKP-valutakurser når man sammenligner levestandarden i forskellige lande, opnår man et mere detaljeret billede, end hvis man bare sammenligner nominel bruttonationalprodukt (BNP). Det skyldes at KKP valutakurser tager højde for forskellige relative leveomkostninger og inflationsrater i forskellige lande. Den mest kendte og mest benyttede KKP-valutakurs er den såkaldte Geary-Khamis dollar også kaldet den "internationale dollar".